# 张立纲
张立纲（英語：Leroy L. Chang，1936年1月20日—2008年8月9日），物理学家。原籍吉林永吉，出生于河南开封。张立纲先生乃为著名华裔物理学家、半导体物理、材料科学与器件等多科性交叉形成的前沿领域——半导体量子阱、超晶格的主要奠基人之一。

## 生平
1949年來到臺灣，在此長大。1957年自國立臺灣大學電機工程系毕业後，赴美留學，1961年，取得南卡羅來納大學（電子/電機工程系）碩士學位。1963年，获斯坦福大学（固態電子/電機工程系）博士学位。
1963年~1968年及1969年~1975年在美國國際商業機器公司任研究員，1968年~1969年任美國麻省理工學院電機系副教授，1975年~1993年則擔任美國國際商業機器公司研究部經理一職。後於香港科技大学創校，任理学院院长（1993年至1998年）、副校长(1998年至2000年)。美国国家科学院院士、工程院院士，中華民國中央研究院第20屆（數理科學組）院士，中国科学院外籍院士。

## 家庭
张立纲父亲张莘夫，工程师，1946年在东北被中共和苏俄杀害。
张立纲女兒张彤禾 (Leslie T. Chang)，美籍華裔作家。女婿彼得·海斯勒，美国作家。